# Adelaide di Hohenlohe-Langenburg
La principessa Adelaide di Hohenlohe-Langenburg (Langenburg, 20 luglio 1835 – Dresda, 25 gennaio 1900) era una nipote della regina Vittoria del Regno Unito.
Era la seconda figlia del principe Ernesto I di Hohenlohe-Langenburg e della principessa Feodora di Leiningen, sorellastra maggiore della sovrana britannica.

## Biografia
Nel 1852 venne fatta ai suoi genitori una richiesta di matrimonio per conto di Napoleone III, poco tempo dopo che egli era divenuto imperatore dei francesi. Benché i due non si fossero mai incontrati, i vantaggi politici per l'Imperatore di una simile unione erano ovvi: innanzitutto ci si poteva aspettare una maggior armonia internazionale tra Francia e Regno Unito, combinata con un'alleanza matrimoniale che avrebbe portato rispettabilità dinastica ai Bonaparte. Dal momento che la sposa era, ufficialmente, una principessa tedesca minore piuttosto che un membro della famiglia reale britannica, il rischio di un rifiuto era basso e si pensava che Adelaide sarebbe stata sufficientemente grata per la sua fortuna di convertirsi al cattolicesimo in cambio della corona matrimoniale.
In realtà la proposta fece inorridire la regina Vittoria ed irritò il principe consorte Alberto, che preferirono non conferire pubblicamente una legittimazione così frettolosa all'ultimo regime "rivoluzionario" francese, la durata del quale era ritenuta dubbia, e nemmeno concedere una giovane parente per lo scopo. La corte britannica mantenne così uno stretto silenzio nei confronti degli Hohenlohe durante i negoziati del matrimonio, per non dare l'impressione che la Regina fosse alternativamente impaziente o ripugnata dalla prospettiva di avere Napoleone III per nipote.
I genitori, avendo accuratamente interpretato il disinteresse britannico come una disapprovazione, declinarono l'offerta francese, con dispiacere della loro figlia sedicenne. Questa potrebbe essere stata solo la prima mossa di un intrigo che, nelle speranze degli Hohenlohe, avrebbe estorto sufficienti concessioni per assicurare gli interessi futuri della loro figlia. Ciononostante, prima che i ministri francesi potessero tediarlo ulteriormente sulla questione, Napoleone decise di abbandonare la ricerca di una consorte reale e di procurarsi l'acquiescenza di una donna che stava cercando di convincere a diventare la sua amante, la Contessa di Teba che con la sua ostinata castità riuscì a farsi sposare.
Una piccola isola nella Terra di Francesco Giuseppe, l'isola Adelaide (in russo Остров Аделаиды?, venne così battezzata in suo onore dalla spedizione austro-ungarica al polo nord del 1873.

## Matrimonio e figli
L'11 settembre 1856, a Langenburg, sposò Federico VIII di Schleswig-Holstein-Sonderburg-Augustenburg; ebbero sette figli:
- S.A.S. Principe Federico di Schleswig-Holstein-Sonderburg-Augustenburg (3 agosto 1857 – 29 ottobre 1858);
- S.A.S. Principessa Augusta Vittoria di Schleswig-Holstein-Sonderburg-Augustenburg (22 ottobre 1858 – 11 aprile 1921), sposò Guglielmo II di Germania;
- S.A.S. Principessa Carolina Matilde di Schleswig-Holstein-Sonderburg-Augustenburg (25 gennaio 1860 – 20 febbraio 1932), sposò Federico Ferdinando di Schleswig-Holstein-Sonderburg-Glücksburg. Egli era un figlio di Federico di Schleswig-Holstein-Sonderburg-Glücksburg, a sua volta secondogenito di Federico Guglielmo di Schleswig-Holstein-Sonderburg-Glücksburg e di Luisa Carolina d'Assia-Kassel;
- S.A.S. Principe Gerardo di Schleswig-Holstein-Sonderburg-Augustenburg (20 gennaio 1862 – 11 aprile 1862);
- S.A.S. Principe Ernesto Gunther di Schleswig-Holstein-Sonderburg-Augustenburg (11 agosto 1863 – 21 febbraio 1921), sposò Dorotea di Sassonia-Coburgo e Gotha;
- S.A.S. Principessa Luisa Sofia di Schleswig-Holstein-Sonderburg-Augustenburg (8 aprile 1866 – 28 aprile 1952), sposò Federico Leopoldo di Prussia, bisnipote in linea maschile di Federico Guglielmo III di Prussia;
- S.A.S. Principessa Feodora Adelaide di Schleswig-Holstein-Sonderburg-Augustenburg (3 luglio 1874 – 21 giugno 1910).

## Ascendenza
|                                          |                    |                                                  | Genitori                                      |  |  | Nonni |  |  | Bisnonni                                  |  |  | Trisnonni                     |  |
|                                          |                    |                                                  |                                               |  |  |       |  |  | Cristiano Alberto di Hohenlohe-Langenburg |  |  | Luigi di Hohenlohe-Langenburg |  |
|                                          |                    |                                                  |                                               |  |  |       |  |  | Cristiano Alberto di Hohenlohe-Langenburg |  |  | Luigi di Hohenlohe-Langenburg |  |
|                                          |                    | Eleonora di Nassau-Saarbrücken                   |                                               |  |  |       |  |  | Cristiano Alberto di Hohenlohe-Langenburg |  |  |                               |  |
| Carlo Ludovico I di Hohenlohe-Langenburg |                    |                                                  |                                               |  |  |       |  |  | Cristiano Alberto di Hohenlohe-Langenburg |  |  |                               |  |
|                                          |                    | Carolina di Stolberg-Gedern                      | Federico Carlo di Stolberg-Gedern             |  |  |       |  |  |                                           |  |  |                               |  |
|                                          |                    | Carolina di Stolberg-Gedern                      | Federico Carlo di Stolberg-Gedern             |  |  |       |  |  |                                           |  |  |                               |  |
|                                          |                    | Carolina di Stolberg-Gedern                      | Luisa di Nassau-Saarbrücken                   |  |  |       |  |  |                                           |  |  |                               |  |
| Ernesto I di Hohenlohe-Langenburg        |                    | Carolina di Stolberg-Gedern                      |                                               |  |  |       |  |  |                                           |  |  |                               |  |
|                                          |                    | Giovanni Cristiano II di Solms-Baruth            | Giovanni Carlo di Solms-Baruth                |  |  |       |  |  |                                           |  |  |                               |  |
|                                          |                    | Giovanni Cristiano II di Solms-Baruth            | Giovanni Carlo di Solms-Baruth                |  |  |       |  |  |                                           |  |  |                               |  |
|                                          |                    | Giovanni Cristiano II di Solms-Baruth            | Luisa di Lippe-Biesterfeld                    |  |  |       |  |  |                                           |  |  |                               |  |
| Amalia Enrichetta di Solms-Baruth        |                    | Giovanni Cristiano II di Solms-Baruth            |                                               |  |  |       |  |  |                                           |  |  |                               |  |
|                                          |                    | Federica Luisa di Reuss-Köstritz                 | Enrico VI di Reuss-Köstritz                   |  |  |       |  |  |                                           |  |  |                               |  |
|                                          |                    | Federica Luisa di Reuss-Köstritz                 | Enrico VI di Reuss-Köstritz                   |  |  |       |  |  |                                           |  |  |                               |  |
|                                          |                    | Federica Luisa di Reuss-Köstritz                 | Anna Francesca Enrichetta Luisa de Casado     |  |  |       |  |  |                                           |  |  |                               |  |
| Adelaide di Hohenlohe-Langenburg         |                    | Federica Luisa di Reuss-Köstritz                 |                                               |  |  |       |  |  |                                           |  |  |                               |  |
|                                          | Carlo di Leiningen | Federico Magnus di Leiningen-Dagsburg-Hartenburg |                                               |  |  |       |  |  |                                           |  |  |                               |  |
|                                          | Carlo di Leiningen | Federico Magnus di Leiningen-Dagsburg-Hartenburg |                                               |  |  |       |  |  |                                           |  |  |                               |  |
|                                          | Carlo di Leiningen | Anna di Wurmbrand-Stuppach                       |                                               |  |  |       |  |  |                                           |  |  |                               |  |
| Emilio Carlo di Leiningen                | Carlo di Leiningen |                                                  |                                               |  |  |       |  |  |                                           |  |  |                               |  |
|                                          |                    | Cristiana di Solms-Rödelheim-Assenheim           | Guglielmo di Solms-Rödelheim-Assenheim        |  |  |       |  |  |                                           |  |  |                               |  |
|                                          |                    | Cristiana di Solms-Rödelheim-Assenheim           | Guglielmo di Solms-Rödelheim-Assenheim        |  |  |       |  |  |                                           |  |  |                               |  |
|                                          |                    | Cristiana di Solms-Rödelheim-Assenheim           | Maria Anna di Wurmbrand-Stuppach              |  |  |       |  |  |                                           |  |  |                               |  |
| Feodora di Leiningen                     |                    | Cristiana di Solms-Rödelheim-Assenheim           |                                               |  |  |       |  |  |                                           |  |  |                               |  |
|                                          |                    | Francesco Federico di Sassonia-Coburgo-Saalfeld  | Ernesto Federico di Sassonia-Coburgo-Saalfeld |  |  |       |  |  |                                           |  |  |                               |  |
|                                          |                    | Francesco Federico di Sassonia-Coburgo-Saalfeld  | Ernesto Federico di Sassonia-Coburgo-Saalfeld |  |  |       |  |  |                                           |  |  |                               |  |
|                                          |                    | Francesco Federico di Sassonia-Coburgo-Saalfeld  | Sofia Antonia di Brunswick-Wolfenbüttel       |  |  |       |  |  |                                           |  |  |                               |  |
| Vittoria di Sassonia-Coburgo-Saalfeld    |                    | Francesco Federico di Sassonia-Coburgo-Saalfeld  |                                               |  |  |       |  |  |                                           |  |  |                               |  |
|                                          |                    | Augusta di Reuss-Ebersdorf                       | Enrico XXIV di Reuss-Ebersdorf                |  |  |       |  |  |                                           |  |  |                               |  |
|                                          |                    | Augusta di Reuss-Ebersdorf                       | Enrico XXIV di Reuss-Ebersdorf                |  |  |       |  |  |                                           |  |  |                               |  |
|                                          |                    | Augusta di Reuss-Ebersdorf                       | Carolina Ernestina di Erbach-Schönberg        |  |  |       |  |  |                                           |  |  |                               |  |
|                                          |                    | Augusta di Reuss-Ebersdorf                       |                                               |  |  |       |  |  |                                           |  |  |                               |  |